# Ricardo Oliveira
Ricardo Oliveira, född 5 juni 1980 i São Paulo, är en brasiliansk fotbollsspelare som spelar för Santos FC.
Oliveira har ett bra skott och är en utpräglad målskytt.
Olivera har också spelat för Valencia.

## Fotnoter
1. ↑  transfermarkt.com, transfermarkt.com spelar-ID: 15468, läst: 9 oktober 2017.[källa från Wikidata]
2. ↑  As, Grupo PRISA, AS.com atlet-id: oliveira/14573.[källa från Wikidata]